# Cuphea rotundifolia
Cuphea rotundifolia är en fackelblomsväxtart som beskrevs av Emil Bernhard Koehne. Cuphea rotundifolia ingår i släktet blossblommor, och familjen fackelblomsväxter. Inga underarter finns listade i Catalogue of Life.